# The Black Keys
 (транскр.  Блек киз) амерички је музички дуо. Састав су 2001. године основали Ден Ауербак (вокал, гитара) и Патрик Карни (бубањ).

## Чланови

### Садашњи
- Ден Ауербак — вокал, гитара, бас-гитара, клавијатуре
- Патрик Карни — бубањ, удараљке

## Дискографија

### Студијски албуми
- (2002)
- (2003)
- (2004)
- (2006)
- (2008)
- (са Дејмоном Дешом) (2009)
- (2010)
- (2011)
- (2014)
- (2019)
- (2021)
- (2022)
- (2024)

### издања
- (2004)
- (2006)

## Награде и номинације
- Награде Греми

| Година | Категорија                                             | Номиновано дело | Исход      | Изв.  |
| ------ | ------------------------------------------------------ | --------------- | ---------- | ----- |
| 2011.  | Најбољи албум алтернативне музике                      |                 | Освојено   | [ 1 ] |
| 2011.  | Најбоља рок изведба од стране дуа или групе с вокалима |                 | Освојено   | [ 1 ] |
| 2011.  | Најбоља инструментална рок изведба                     |                 | Номинација | [ 1 ] |
| 2012.  | Најбоља изведба од стране поп дуа или групе            |                 | Номинација | [ 1 ] |
| 2013.  | Најбољи рок албум                                      |                 | Освојено   | [ 1 ] |
| 2013.  | Албум године                                           | Номинација      |            | [ 1 ] |
| 2013.  | Најбоља рок песма                                      |                 | Освојено   | [ 1 ] |
| 2013.  | Најбоља рок изведба                                    | Освојено        |            | [ 1 ] |
| 2013.  | Снимак године                                          | Номинација      |            | [ 1 ] |
| 2015.  | Најбољи рок албум                                      |                 | Номинација | [ 1 ] |
| 2015.  | Најбоља рок изведба                                    |                 | Номинација | [ 1 ] |
| 2022.  | Најбољи савремени блуз албум                           |                 | Номинација | [ 1 ] |
| 2023.  | Најбољи рок албум                                      |                 | Номинација | [ 1 ] |
| 2023.  | Најбоља рок изведба                                    |                 | Номинација | [ 1 ] |

- Награде Брит

| Година | Категорија                | Номиновано дело | Исход      | Изв.  |
| ------ | ------------------------- | --------------- | ---------- | ----- |
| 2013.  | Најбоља међународна група | —               | Освојено   | [ 2 ] |
| 2015.  | Најбоља међународна група | —               | Номинација | [ 3 ] |

- Награде Кју

| Година | Категорија    | Номиновано дело | Исход      | Изв.  |
| ------ | ------------- | --------------- | ---------- | ----- |
| 2012.  | Најбољи албум |                 | Номинација | [ 4 ] |
| 2014.  | Најбољи албум |                 | Номинација | [ 5 ] |